# Димбуріле (Олт)
Димбуріле (рум. Dâmburile) — село у повіті Олт в Румунії. Входить до складу комуни Гевенешть.
Село розташоване на відстані 166 км на захід від Бухареста, 28 км на захід від Слатіни, 17 км на північний схід від Крайови.

## Населення
За даними перепису населення 2002 року у селі проживали 116 осіб, усі — румуни. Усі жителі села рідною мовою назвали румунську.